# فرودگاه کیتگوم
 فرودگاه کیتگوم (به انگلیسی: Kitgum Airport) یک فرودگاه غیرنظامی است که یک باند فرود سنگفرش دارد. این فرودگاه در شهر کیتگوم، اوگاندا کشور اوگاندا قرار دارد و در ارتفاع ۹۲۹ متری از سطح دریا واقع شده است.